# Sainte-Marie-aux-Mines
Sainte-Marie-aux-Mines je francouzská obec v departementu Haut-Rhin v regionu Grand Est. V roce 2014 zde žilo 5 129 obyvatel. Je centrem kantonu Sainte-Marie-aux-Mines.

## Poloha obce
Obec leží u hranic departementu Haut-Rhin s departementem Vosges.
Sousední obce jsou: Aubure, Ban-de-Laveline (Vosges), Le Bonhomme, La Croix-aux-Mines (Vosges), Fréland, Gemaingoutte (Vosges), Lapoutroie, Ribeauvillé, Sainte-Croix-aux-Mines a Wisembach (Vosges).

## Vývoj počtu obyvatel
Počet obyvatel